# Localhost

localhost (так называемый, «местный» от англ. local, или «локальный хост», по смыслу — этот компьютер) — в компьютерных сетях, стандартное, официально зарезервированное доменное имя для частных IP-адресов (в диапазоне 127.0.0.1 — 127.255.255.254, RFC 2606). Для сети, состоящей только из одного компьютера, как правило, используется всего один адрес — 127.0.0.1, который устанавливается на специальный сетевой интерфейс «внутренней петли» (англ. loopback) в сетевом протоколе TCP/IP. В Unix-подобных системах данный интерфейс обычно именуется «loN», где N — число, либо просто «lo». При установке соединений в этой вырожденной «сети» присутствует только один компьютер, при этом сетевые протоколы выполняют функции протоколов межпроцессного взаимодействия.
Использование адреса 127.0.0.1 позволяет устанавливать соединение и передавать информацию для программ-серверов, работающих на том же компьютере, что и программа-клиент, независимо от конфигурации аппаратных сетевых средств компьютера (не требуется сетевая карта, модем, и прочее коммуникационное оборудование, интерфейс реализуется при помощи драйвера псевдоустройства в ядре операционной системы). Таким образом, для работы клиент-серверных приложений на одном компьютере не требуется изобретать дополнительные протоколы и дописывать программные модули. Примером может быть запущенный на компьютере веб-сервер и обращение к нему с этого компьютера для веб-разработки на этом компьютере без необходимости выкладывать веб-программу в сеть интернет, пока её разработка не закончена.
Традиционно адресу 127.0.0.1 однозначно сопоставляется имя хоста «.localhost» и/или «localhost.localdomain», то есть, по умолчанию, присутствует перенаправление на себя. Есть также рекомендации к использованию специальных доменных имен, таких как .test, .example и .invalid.(RFC 2606), но они еще не вошли в практику и традиционно еще по умолчанию не настроены.
В IPv6 локальному хосту сопоставляется IP-адрес ::1/128 (0:0:0:0:0:0:0:1).